# Oscar Vicente Ojea
Oscar Vicente Ojea Quintana (Buenos Aires, 15 de octubre de 1946) es un eclesiástico católico argentino. Fue obispo de San Isidro (2011-2024) y presidente de la Conferencia Episcopal Argentina (2017-2024).

## Biografía
Nació el 15 de octubre de 1946, en la ciudad argentina de Buenos Aires. A través de su abuela paterna jujeña, Angélica Quintana, desciende del beato Pedro Ortiz de Zárate, sacerdote y misionero mártir nacido en Jujuy.
Realizó su formación primaria en el Colegio San Agustín, de su ciudad natal. 
Ingresó al Seminario Metropolitano de Buenos Aires, donde realizó sus estudios eclesiásticos. Tras realizar estudios en la Universidad Católica Argentina, obtuvo el bachillerato en Teología. 

## Sacerdocio
Su ordenación sacerdotal fue el 25 de noviembre de 1972, en la Parroquia de San Benito Abad; a manos del arzobispo Juan Carlos Aramburu; incardinándose en la arquidiócesis de Buenos Aires. Con él fueron ordenados otros diáconos, entre ellos, el futuro arzobispo Héctor Rubén Aguer. 
Celebró su primera misa en la parroquia del Dulcísimo Nombre de Jesús, del barrio porteño de Saavedra.
Como sacerdote desempeñó los siguientes ministerios:
- Vicario parroquial de María Reina (1973-1975).[3]
- Vicario parroquial de San José de Flores (1975-1977).
- Vicario parroquial de Nuestra Señora de la Piedad (1977-1979).
- Vicario parroquial de San Benito Abad (1979-1981).
- Vicario parroquial de Patrocinio de San José (1981-1982).[3]
- Párroco de Santa Magdalena Sofía Barat (1982-1987).
- Párroco de Santa Rosa de Lima (1987-1994).
- Párroco de Nuestra Señora del Socorro (1994-2000).
- Superior de comunidad en el Seminario Metropolitano de Buenos Aires.[3]
- Asesor arquidiocesano del Movimiento Familiar Cristiano.
- Asesor adjunto del del Secretariado Arquidiocesano para la Familia.
- Miembro de la Comisión arquidiocesana de preparación del curso anual del Clero Joven.
- Decano del Decanato 3 “Norte”.
- Miembro del Consejo Presbiteral.[3]

En septiembre de 1995, el papa Juan Pablo II le concedió dignidad de Prelado de honor de Su Santidad, que lleva anexo el tratamiento de monseñor.

## Episcopado

### Obispo auxiliar de Buenos Aires
El 24 de mayo de 2006, el papa Benedicto XVI lo nombró obispo titular de Suelli y obispo auxiliar de Buenos Aires. Fue consagrado el 2 de septiembre del mismo año, en la Catedral Metropolitana de Buenos Aires, a manos del cardenal-arzobispo, Jorge Mario Bergoglio SJ. 
Fue vicario episcopal de la Vicaría Centro —que comprendía 52 parroquias en los decanatos de Boca-Barracas, Centro, Norte, Pompeya y Once—.

### Obispo en San Isidro

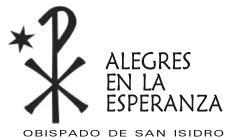
Logo de la diócesis de San Isidro durante su mandato.

El 7 de octubre de 2009, fue nombrado obispo coadjutor de San Isidro. Tomó posesión canónica de su oficio el 7 de diciembre del mismo año.
El 30 de diciembre de 2011, aceptada la renuncia de Jorge Casaretto, pasó automáticamente a ser obispo de San Isidro.
El 8 de marzo de 2018, el papa Francisco lo nombró miembro del Consejo presinodal del Sínodo para la Amazonia en 2019.
El 28 de septiembre de 2021, el papa Francisco decidió extenderle su mandato en San Isidro donec aliter provideatur ("hasta que se disponga lo contrario"). El 30 de diciembre de 2024, el papa Francisco le aceptó su renuncia como obispo de San Isidro, siendo sucedido por su obispo coadjutor, Guillermo Caride.

## Conferencia Episcopal Argentina
En su participación en la Conferencia Episcopal Argentina (CEA), se desempeñó inicialmente como miembro de la Comisión de Apostolado Laico y Pastoral Familiar (Familia), y de Migraciones y Turismo.
En 2011, durante la 102° Asamblea Plenaria de la CEA, fue electo presidente de la Comisión Episcopal de Cáritas,  cargo que fue ratificado en la 108° Asamblea Plenaria de la CEA en 2014.

### Presidencia de la CEA (2017-2024)
El 7 de noviembre de 2017, fue elegido presidente de Conferencia Episcopal Argentina (CEA). El 9 de noviembre del 2021, fue reelecto para un nuevo trienio.

#### Declaración sobre la distribución de vacunas en Argentina
En 2021, en el contexto de la pandemia de COVID-19; durante la controversia política por la distribución de vacunas en Argentina, en un video con motivo del primer Domingo de Cuaresma de dicho año, Ojea manifestó su preocupación por los hechos llamando a "no ceder ante la tentación" asegurando que la Iglesia estaba "perpleja de la politización de la vacuna".

"Pienso en que tenemos la tentación tremenda de autodestruirnos, y de boicotearnos aquello que nos puede hacer bien…

…Ahora vivimos perplejos la politización de la vacuna. La vacuna, que como el Santo Padre nos ha dicho repetidas veces, debe tener un alcance universal, nadie debe quedar sin ella, y lo primero merecen recibirla aquellos que tienen la responsabilidad de los cuidados esenciales...
…Con esto tenemos que  tener una gran delicadeza porque se trata de la vida y la muerte. Cuando nosotros estamos frente a la posibilidad de sostenernos en la vida, eso no se puede politizar. La vacuna es para bien de todos...

…Pidámosle al Señor no ceder ante la tentación y la ruptura de la división, así es el espíritu del mal que nos lleva a romper, a cortar nuestra relación con la naturaleza dentro de nosotros mismos y con los hermanos y hermanas."
Oscar Ojea, 20 de febrero de 2021.

El 12 de noviembre de 2024, durante la 125° Asamblea Plenaria, fue sucedido en la presidencia de la CEA por su vicepresidente primero, entonces Arzobispo de Mendoza, Marcelo Daniel Colombo, y pasó a formar parte de la Comisión Episcopal de Ecumenismo, Relaciones con el Judaísmo y con otras Religiones.